# Ötigheim
Ötigheim – miejscowość i gmina w Niemczech, w kraju związkowym Badenia-Wirtembergia, w rejencji Karlsruhe, w regionie Mittlerer Oberrhein, w powiecie Rastatt, wchodzi w skład wspólnoty administracyjnej Rastatt. Leży ok. 5 km na północ od Rastatt.

## Współpraca
Miejscowości partnerskie:
- Gabicce Mare, Włochy od 1999
- Rathen, Saksonia od 1990